# تريكاستل (أنغلزي)
تريكاستل (بالإنجليزية: Trecastell)‏ هي منطقة سكنية تقع في ويلز في أنغلزي.